# Panerai
Officine Panerai je italská společnost zabývající se výrobou hodinových přístrojů. Je vlastněna společností Richemont International SA. Hodinky jsou vyráběny ve městě Neuchâtel ve Švýcarsku.
Společnost byla v době svého založení známa svými hodinkami pro námořníky italského námořnictva a i dnes je uznávána a ceněna jako jedna z neprofanovaných značek vyrábějící kvalitní hodinky, které jsou certifikovány jako chronometr.

## Historie

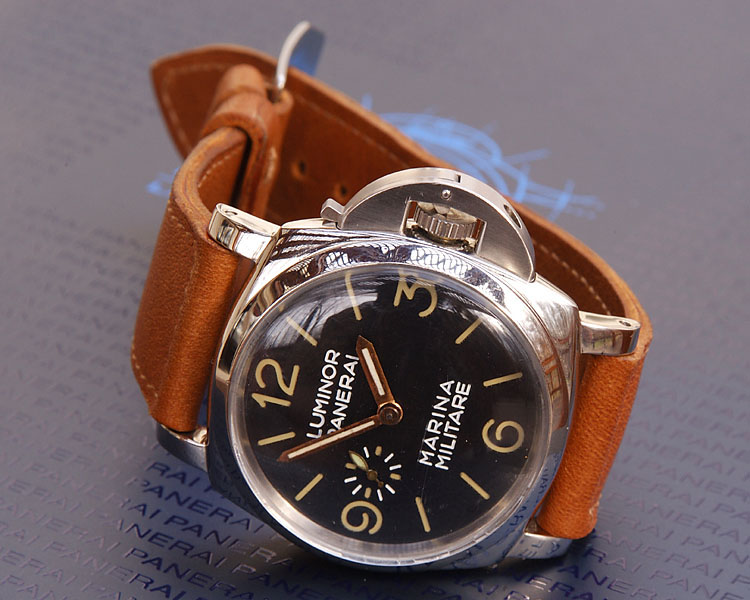
Hodinky Panerai

Společnost byla založena roku 1860 ve Florencii Giovanni Paneraiem (1825–1897). Později se jeho společnost stala oficiálním dodavatelem hodinek pro italské námořnictvo. Hodinky se proslavily v době druhé světové války jako hodinky italských žabích mužů při podvodních útocích na britskou flotilu v Alexandrii – především byla nejvíce poškozena loď HMS Queen Elizabeth.